# Нашан (аэропорт)
Аэропорт Наша́н (вьет. Sân bay Nà Sản, ИАТА: SQH, ИКАО: VVNS) — вьетнамский аэропорт, расположенный в уезде Майшон, в 22 км от города Шонла одноимённой провинции на севере страны. На начало 2024 года не используется для коммерческих перелётов. Алюминиевое покрытие взлётно-посадочной полосы и гражданские строения пришли в негодность; территория (150 га), перрон и рулёжные дорожки находятся в распоряжении военных.

## История
Аэропорт был построен в 1950-х годах французскими властями и проработал до 60-х годов, после чего был закрыт как маловостребованный. Снова был открыт в 1978 или 1994 году. Был закрыт в 2004 году из-за износа и устаревания.

## Планы модернизации
В провинции Шонла находится туристическая зона Моктяу, также тут развивается промышленность, переработка сельскохозяйственной продукции и молока — это ведёт к росту пассажиропотока. В 2019 году, перед эпидемией COVID-19, провинцию посетило 2,5 млн человек (прирост 23,2 % за год). Для удовлетворения возросшей потребности в пассажирских перевозках руководство провинции предлагает проекты реконструкции аэропорта Нашан и аэропорта Моктяу.
Реконструкция аэропорта планируется в два этапа с завершением первого этапа к 2030 году, второго — к 2050 году. На первом этапе аэропорт должен быть доведён до уровня 4C[уточнить], он будет способен принимать гражданские самолёты Airbus A320 и A321, военные Су-27 и Су-30МК, пассажиропоток составит до 1 млн пассажиров в год. Для этого запланирована постройка бетонной взлётно-посадочной полосы 2600×45 м и 221 м рулёжных дорожек, оборудование 5 мест для пассажирских самолётов. На втором этапе количество мест увеличится до 6, пассажиропоток — до 2 млн. в год.
Вместе с этим планируется постройка нескольких скоростных автомагистралей для связи аэропорта с территориями провинции Шонла и соседних провинций.